# Siedziba zarządu dóbr ziemskich Donnersmarcków w Świętochłowicach
Siedziba zarządu dóbr ziemskich Donnersmarcków – znajduje się w Świętochłowicach przy ulicy Polaka 1. Została zbudowana 1907 roku. W budynku mieści się Muzeum Powstań Śląskich.

## Historia
Obiekt w stylu neogotyckim został zbudowany w 1907 roku dla zarządu dóbr ziemskich Donnersmarcków. Na piętrach znajdowały się pomieszczenia biurowe, w piwnicach mieszkał gospodarz. Na tyłach gmachu wybudowano mniejszy budynek, z przeznaczeniem na areszt policyjny. Siedziba zarządu przeniosła się do tego budynku z nieistniejącej już rezydencji przy ul. Szpitalnej.
W 1916 roku obiekt zakupiła i ulokowała nim swą siedzibę gmina Świętochłowice i urzędowała tam do kwietnia 1939, kiedy to przeniosła swój urząd do nowego ratusza.
W czasie II wojny światowej był siedzibą niemieckiej Schutzpolizei i mieściło się także tutaj więzienie. Z tego budynku w 1939 wyprowadzono na stracenie 15 powstańców i patriotów, których przedtem poddano torturom. Byli to: Ryszard Adamski, Bogumił Będkowski, Teodor Grela, Teodor Hamerla, Karol Hese, Paweł Joniec, Juliusz Krause, Herman Mierzwiak, Augustyn Mrowiec, Antoni Nawrocki, Eugeniusz Nowak, Paweł Pistelok, Józef Smykała, Franciszek Wieczorek i Konstanty Wygasz.
Po II wojnie światowej był w użytkowaniu Milicji Obywatelskiej. Od 1989 w budynku mieściła się Komenda Miejska Policji. W noc sylwestrową 1999/2000 budynek został podpalony i częściowo uległ zniszczeniu. Wyremontowano tylko dach, aby zabezpieczyć gmach przed zalewaniem.
W latach 2013–2014 w budynku przeprowadzono prace remontowe, celem przeznaczenia go na Muzeum Powstań Śląskich. Placówka została otwarta 17 października 2014 roku.

## Budynek
Budynek zaprojektowali Emil i Georg Zillmannowie z Charlottenburga, architekci, których dziełem są m.in. osiedla robotnicze w Giszowcu i Nikiszowcu. Gmach został wybudowany w stylu neogotyckim. Na frontowej elewacji umieszczono zegar.
Obok głównego wejścia do budynku znajduje się tablica pamiątkowa dotycząca okresu Powstań Śląskich. We wrześniu 1947 r. miała miejsce uroczystość odsłonięcia tablicy pamiątkowej, poświęcona pamięci wszystkich katowanych w tym miejscu powstańców. Ta, najprawdopodobniej drewniana tablica z wykonaną farbą inskrypcją, została na przełomie lat 60. i 70. XX w. zastąpiona płytą z brązu. Tekst pozostał taki sam, dodano na dole nazwę wykonawcy tablicy, którym była Huta Zgoda. W 2014 r., podczas generalnego remontu budynku, tablica została odnowiona i stanowi jedno z miejsc pamięci, przy którym odbywają się obchody świąt państwowych.